# B̃
B̃ (minuskule b̃) je speciální znak latinky, zřídka používaný. Nazývá se B s vlnovkou. B̃ se používá v jazyce maskelynes (jazyk používaný na Maskelynských ostrovech na Vanuatu, má asi 1000 mluvčích) a taká se používá v jazyce yanesha (indiánský jazyk z Peru, má asi 10 000 mluvčích).
V Unicode mají písmena B̃ a b̃
-B̃ <U+0042, U+0303>
-b̃  <U+0062, U+0303>